# Darmsaft
Darmsaft (auch Darmsekret oder Succus entericus) ist ein im Darm von den Darmdrüsen produziertes enzymreiches Sekret. Der Darmsaft dient der Verdauung durch Aufschluss der Nahrung.  Zu den wichtigsten Bestandteilen des Darmsafts zählen Amylase, Erepsin, Lipase und Maltase. Lactase wird im Säuglingsdarm gebildet.
Der Darmsaft wird im Zwölffingerdarm (dort dann Duodenalsaft genannt mit einem pH-Wert von 5,9–6,6) und im Dickdarm produziert.

## Weblink
- Darmsaft im Lexikon der Biologie Spektrum der Wissenschaft